# Costin Curelea
Costin Curelea est un ancien footballeur international roumain né le 11 juillet 1984 à Bucarest ayant évolué au poste d'avant-centre. Il est reconverti comme entraîneur, poste qu'il a jusqu'alors occupé uniquement en tant qu'adjoint.

## Carrière
- 2003-2013 : Sportul Studențesc Bucarest ( Roumanie)
  - 2013 : Dinamo Minsk ( Biélorussie, prêt)
- 2013-2016 : Universitatea Craiova ( Roumanie)
- 2016-2017 : Voluntari ( Roumanie)
- 2018 : Academica Clinceni ( Roumanie)

## Statistiques

### Statistiques détaillées par saison
| Saison      | Club                  | Pays        | Championnat      | Championnat | Championnat |
| Saison      | Club                  | Pays        | Division         | Matchs      | Buts        |
| ----------- | --------------------- | ----------- | ---------------- | ----------- | ----------- |
| 2003 - 2004 | Sportul Studențesc    | Roumanie    | Divizia B        | 18          | 4           |
| 2004 - 2005 | Sportul Studențesc    | Roumanie    | Divizia A        | 23          | 2           |
| 2005 - 2006 | Sportul Studențesc    | Roumanie    | Divizia A        | 29          | 4           |
| 2006 - 2007 | Sportul Studențesc    | Roumanie    | Liga II          | 30          | 14          |
| 2007 - 2008 | Sportul Studențesc    | Roumanie    | Liga II          | 27          | 8           |
| 2008 - 2009 | Sportul Studențesc    | Roumanie    | Liga II          | 31          | 13          |
| 2009 - 2010 | Sportul Studențesc    | Roumanie    | Liga II          | 29          | 20          |
| 2010 - 2011 | Sportul Studențesc    | Roumanie    | Liga I           | 33          | 9           |
| 2011 - 2012 | Sportul Studențesc    | Roumanie    | Liga I           | 28          | 4           |
| 2012 - 2013 | Sportul Studențesc    | Roumanie    | Liga I           | 6           | 4           |
| 2013        | Dinamo Minsk          | Biélorussie | Vycheïchaïa Liha | 14          | 6           |
| 2013 - 2014 | Universitatea Craiova | Roumanie    | Liga I           | 27          | 10          |
| 2014 - 2015 | Universitatea Craiova | Roumanie    | Liga I           | 15          | 3           |
| 2015 - 2016 | Universitatea Craiova | Roumanie    | Liga I           | 14          | 0           |
| 2016 - 2017 | Voluntari             | Roumanie    | Liga I           | 15          | 0           |
| 2017 - 2018 | Academica Clinceni    | Roumanie    | Liga II          | 0           | 0           |

## Palmarès

### Joueur
- Sportul Studențesc
  - Champion de Roumanie de D2 en 2004 (en)

- FC Voluntari
  - Vainqueur de la Coupe de Roumanie en 2017 (en)